# Matterhorn
O Matterhorn ou monte Cervino (em francês:  mont Cervin; em italiano:  monte Cervino) é talvez a montanha mais conhecida dos Alpes, a par do Monte Branco. Localizada na fronteira da Suíça com a Itália, a sua graciosa silhueta domina a vila suíça de Zermatt e a localidade italiana de Breuil-Cervinia, no município de Valtournenche.
Foi a última grande montanha dos Alpes a ser escalada, talvez devido aos receios que provocava em muitos montanhistas. A sua primeira ascensão marca o final da idade de ouro do alpinismo de meados do século XIX. Apesar de se destacar por um desnível alto e pela forma triangular bem definida, não tem um valor elevado de proeminência topográfica pois há muitos montes mais altos próximos e unidos por tergos de altitude elevada (casos do Monte Rosa, Dom de Mischabel, Liskamm e Weisshorn). O seu cume-pai é o Weisshorn.
A sua vertente norte é uma das "grandes vertentes norte dos Alpes".
A sua forma inspirou a cultura ocidental em numerosas ocasiões, desde o formato do chocolate Toblerone, ao batismo de outros montes de forma semelhante (como o Machapuchare, o Matterhorn do Nepal), à decoração de capas de álbuns dos grupos Depeche Mode e Goldfrapp.

## Características
Este acidente geográfico faz parte da divisória de águas entre o mar Adriático e o mar Mediterrâneo, e com 4 478 m no topo do seu pico piramidal, faz parte dos cumes dos Alpes com mais de 4 000 m.

### História da primeira escalada
Foi apenas em 14 de julho de 1865, que depois de muitas tentativas falhadas, que Edward Whymper e o guia Peter Taugwalder tentaram seguir a chamada rota Hörnli, e conseguir subir ao cume do Matterhorn/Cervino, tendo sido surpresos pela facilidade do percurso. 
Na realidade a cordada que completa era formada pelo guia Michel Croz que acompanhava Charles Hudson, Lord Francis Douglas, Robert Hadow e pelo guia Peter Taugwalder pai, acompanhado pelo seu filho também chamado Peter, e por Edward Whymper, ganhou o cotovelo pela aresta de Hörnli. Mais acima dirigiram-se para a face norte. Edward Whymper foi o primeiro a atingir o cume e para esse fim cortou a corda e poder assim, quase correndo, ser o primeiro a lá chegar. Foi seguido pelo seu guia Michel Croz de Chamonix, que achou por bem não o deixar partir em solitário. Mais lentamente foram chegando os outros composto pelo reverendo Charles Hudson, Lord Francis Douglas, Douglas R. Hadow, o grupo dos ingleses, assim que Peter Taugwalder e o filho.

#### Uma descida trágica
|                                                                              |  |  |
| A tragédia do Monte Cervino em 14 de julho de 1865 - gravura de Gustave Doré |  |  |

Na descida, os quatro primeiros da cordada, Croz, Hadow, Hudson e Douglas, sofreram uma queda mortal ao longo da face norte, acima do famoso "cotovelo". As pesquisas feitas por um descendente de Robert Hadow junto da Biblioteca Bodleiana de Oxford descobriu um livro escrito pelo presidente do Alpine Club para celebrar o centenário da conquista do Cervino e no qual ele descreve que Whymper tinha cortado a corda quando o cimo estava à vista, e que foi esse pedaço de corda que faltou para ligar as duas cordadas uma vez que havia a corda de muito boa qualidade usada pelo grupo do Alpine Club que amarrava os primeiros da cordada, a corda normal francesa que amarrava o segundo grupo e a corda de reserva que ligava estes dois grupos e que teve de ser usada devido ao que aconteceu no fim da subida.
Ficou assim comprovada a culpabilidade de Wymper que portanto havia no livro que escreveu intitulado 'Ascent of the Matterhorn' culpabilizava Peter Taugwalder pai, que aliás nunca mais se restabeleceu dessa acusação. Os corpos de todos menos o de Douglas, que nāo foi encontrado, foram descobertos mais tarde e foram enterrados em Zermatt.

#### e depois

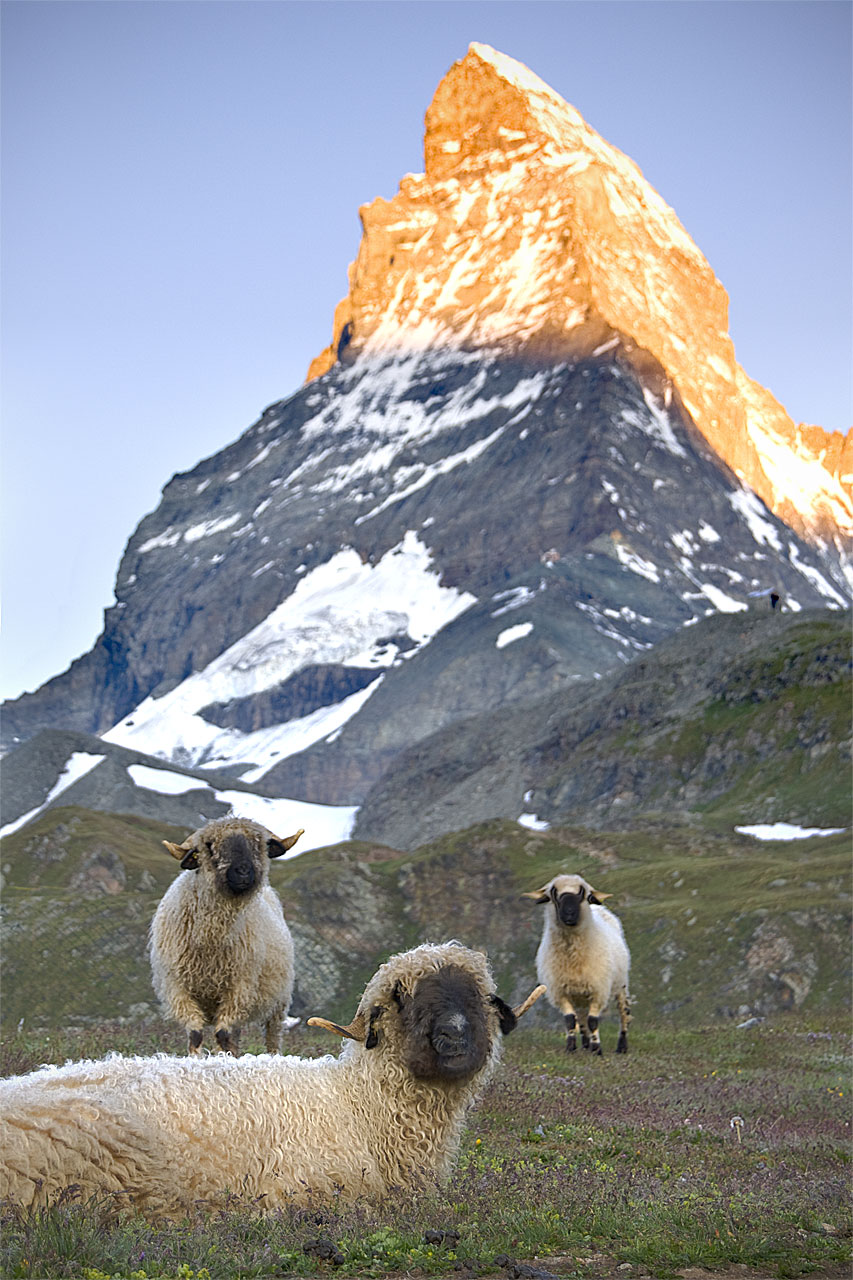
O amanhecer no Matterhorn

Três dias depois, em 17 de julho, um grupo conduzido por Jean-Antoine Carrel alcançou o cume pelo lado italiano. Julio Elliott realizou a segunda subida pelo lado de Zermatt em 1868 e pouco depois Juan Tyndall também. Em 1871 Lucy Walker foi a primeira mulher a chegar ao topo, e semanas mais tarde também a sua rival Meta Brevoort o conseguiu.
Todas as arestas e faces do Matterhorn/Cervino já foram escaladas, em todas as estações do ano, e os guias de montanha acompanham centenas de pessoas pela rota Hörnli em cada Verão. Segundo os padrões modernos, a subida é técnica mas fácil, e os passos mais delicados têm colocadas seguranças permanentes para simplificar a subida. A rota mais seguida é iniciada em Zermatt por teleférico para continuar a marcha até ao Hörnli-hütte (3260 m.), um grande edifício de pedra na base da aresta de Hörnli, onde se passa uma noite. De madrugada bem cedo, (às 2–3 da madrugada), parte-se para ter tempo de alcançar o cume e descer antes que apareçam as nuvens e as tempestades da tarde.

## Intervenções artísticas
Em 2020, durante a Pandemia de COVID-19, o artista de luz Gerry Hofstetter começou a projetar bandeiras de países e mensagens de perseverança no cume da montanha todas as noites de modo a mostrar apoio e espalhar esperança para todos aqueles a sofrer e a lutar contra a pandemia. A bandeira portuguesa teve direito ao "palco" na madrugada de 5 de abril, enquanto a Brasileira teve sua exibição realizada durante as primeiras horas do dia 22 do mesmo mês.

## Vias
O Monte Cervino é geralmente subido por uma das 4 arestas principais:
- Aresta du Hörnli (via normal suíça)
- Aresta du Lion (via normal italiana)
- Aresta NW (ou de Zmut)
- Aresta de Furggen

A mais célebre das vias de acesso é a via Schmid na não menos célebre face norte do Cervin.

## Galeria de fotos

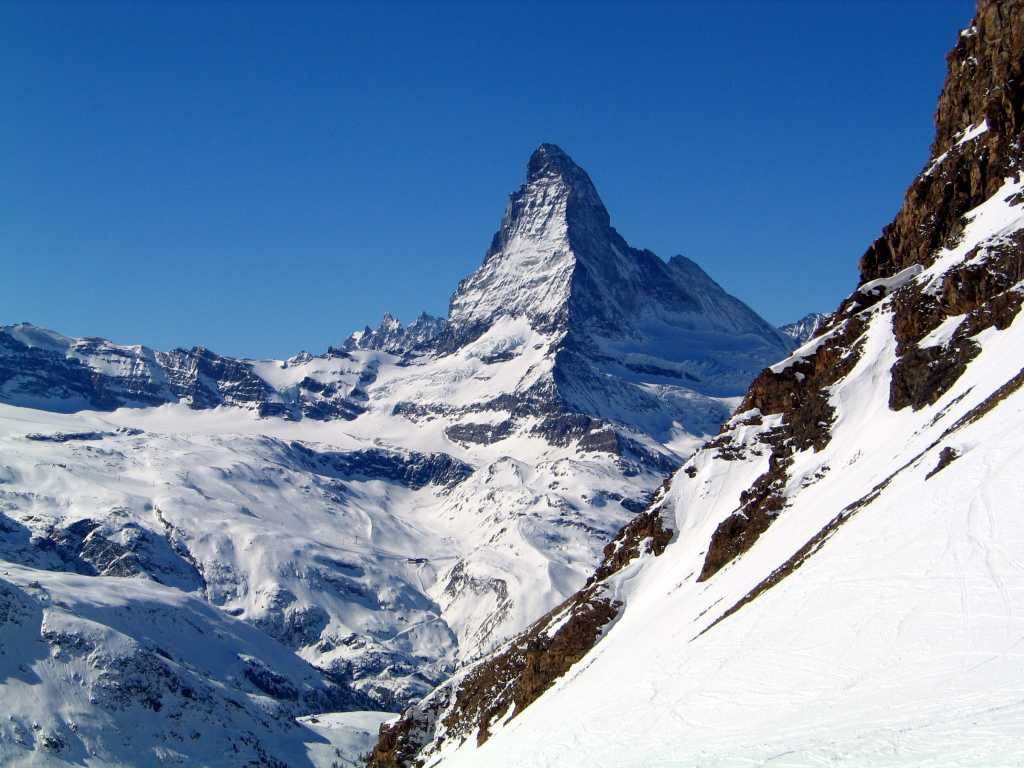
Faces este e norte
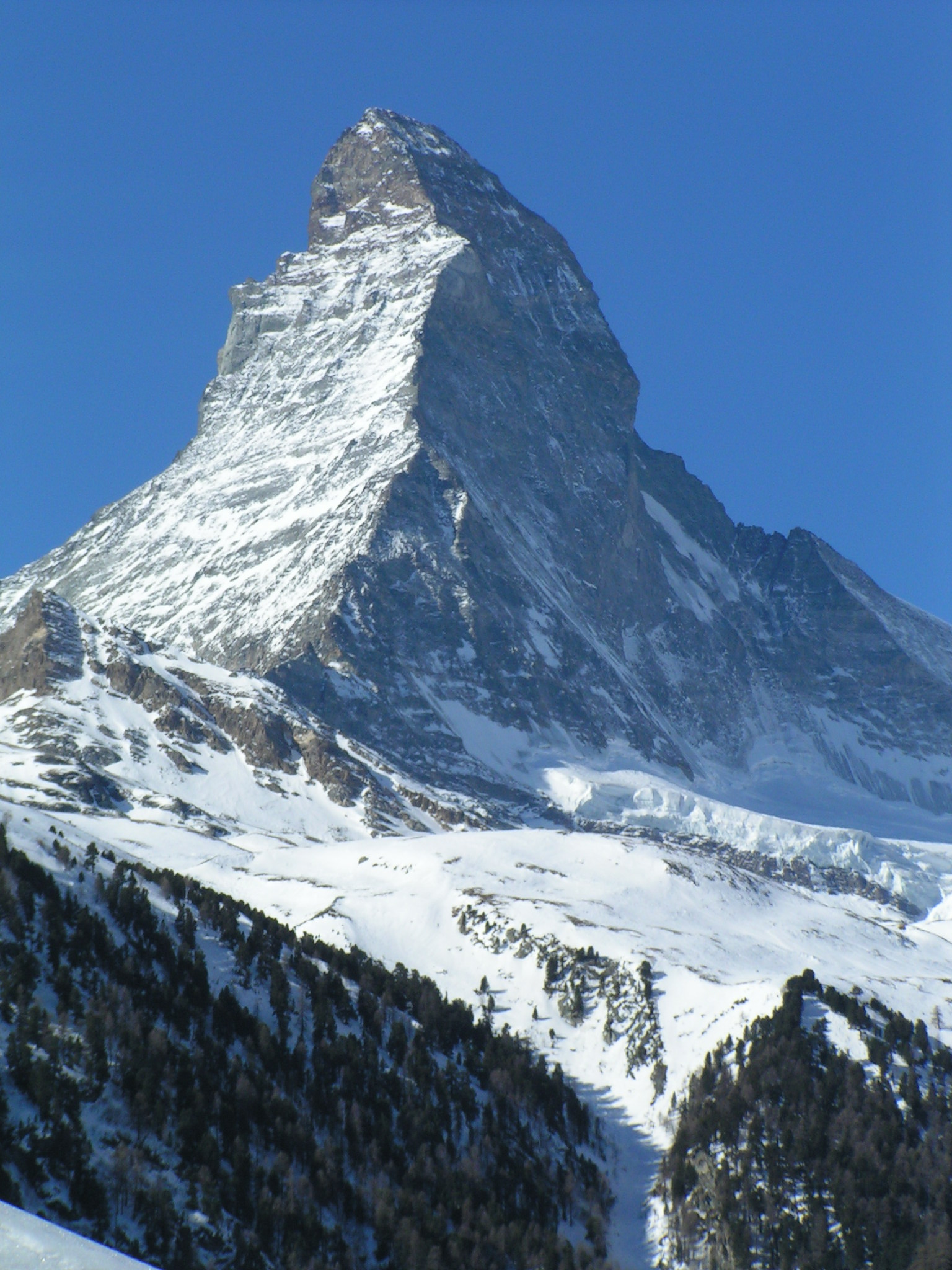
Faces este e norte vistas de Zermatt
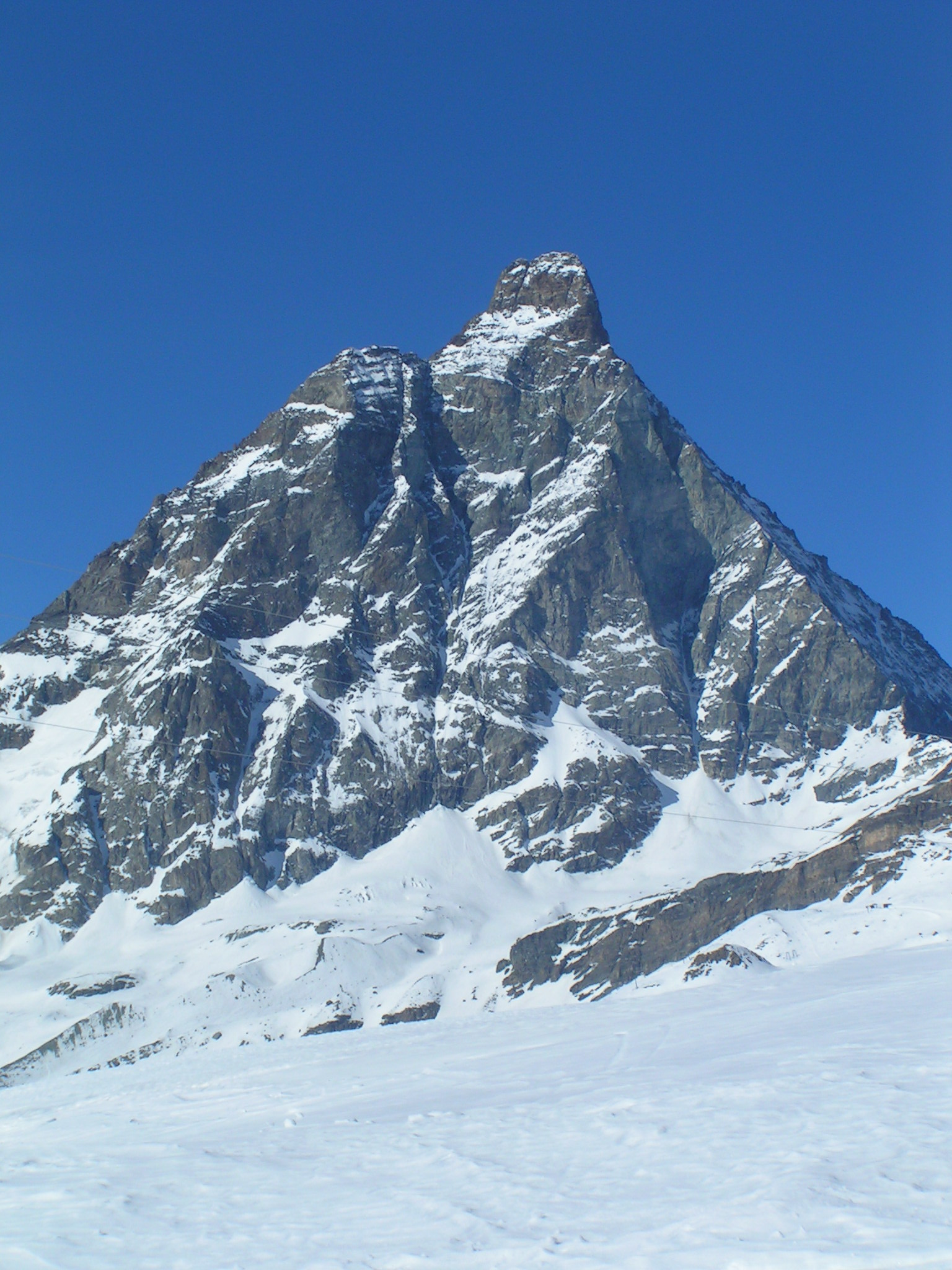
Face sul vista de Skigebiet Breuil-Cervinia
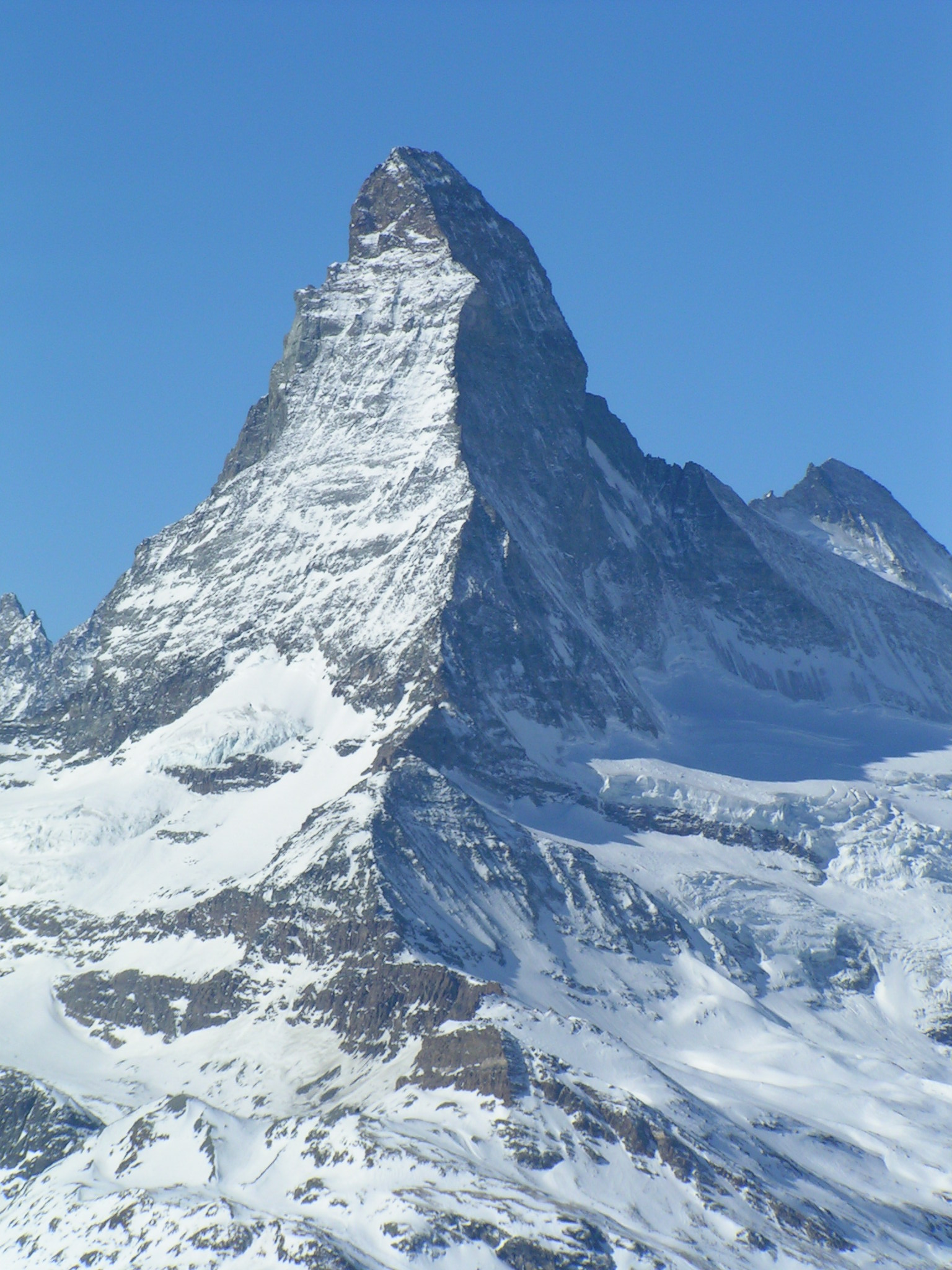
Faces este e norte vistas de Rothorn
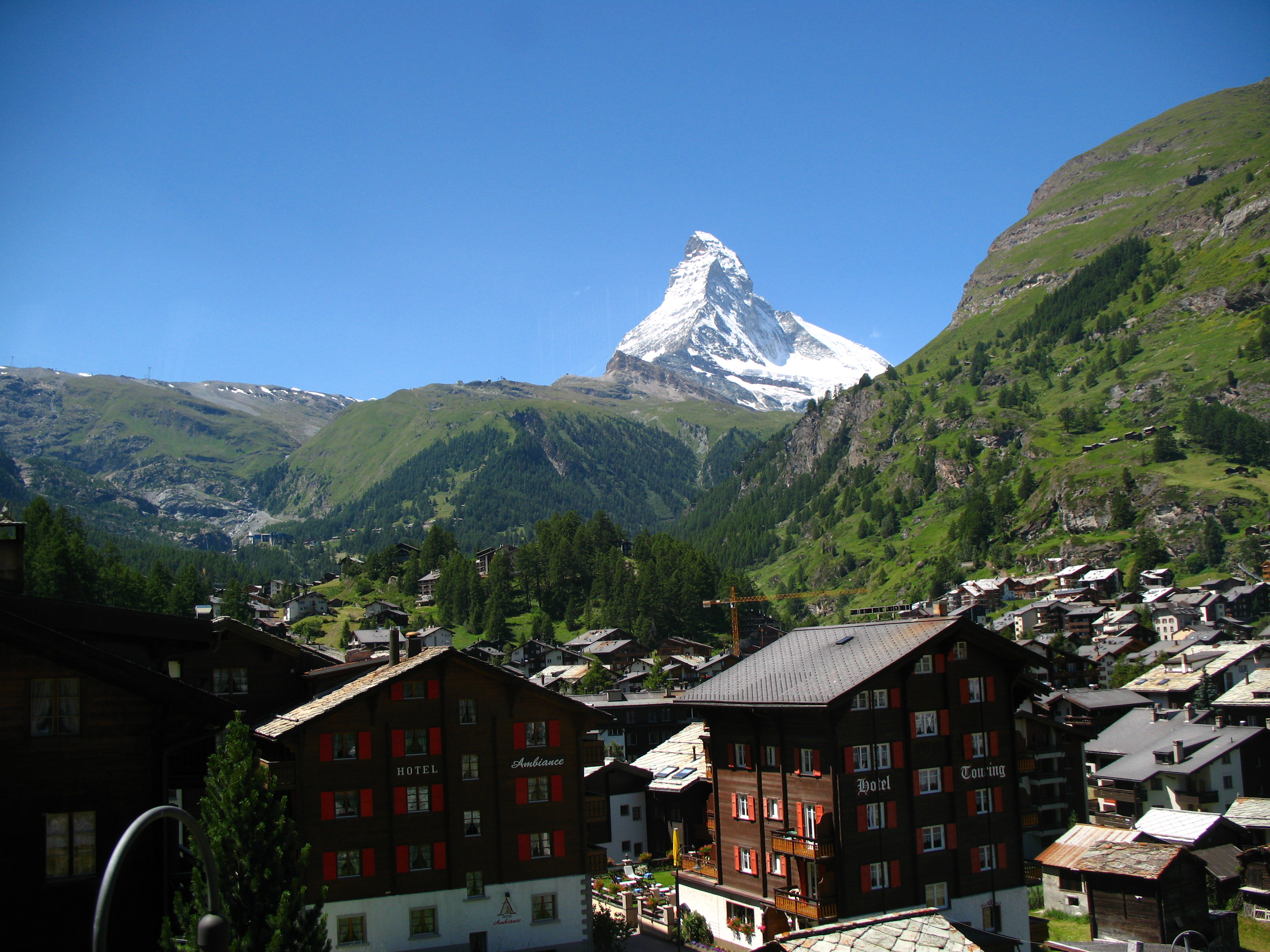
O Matterhorn e Zermatt
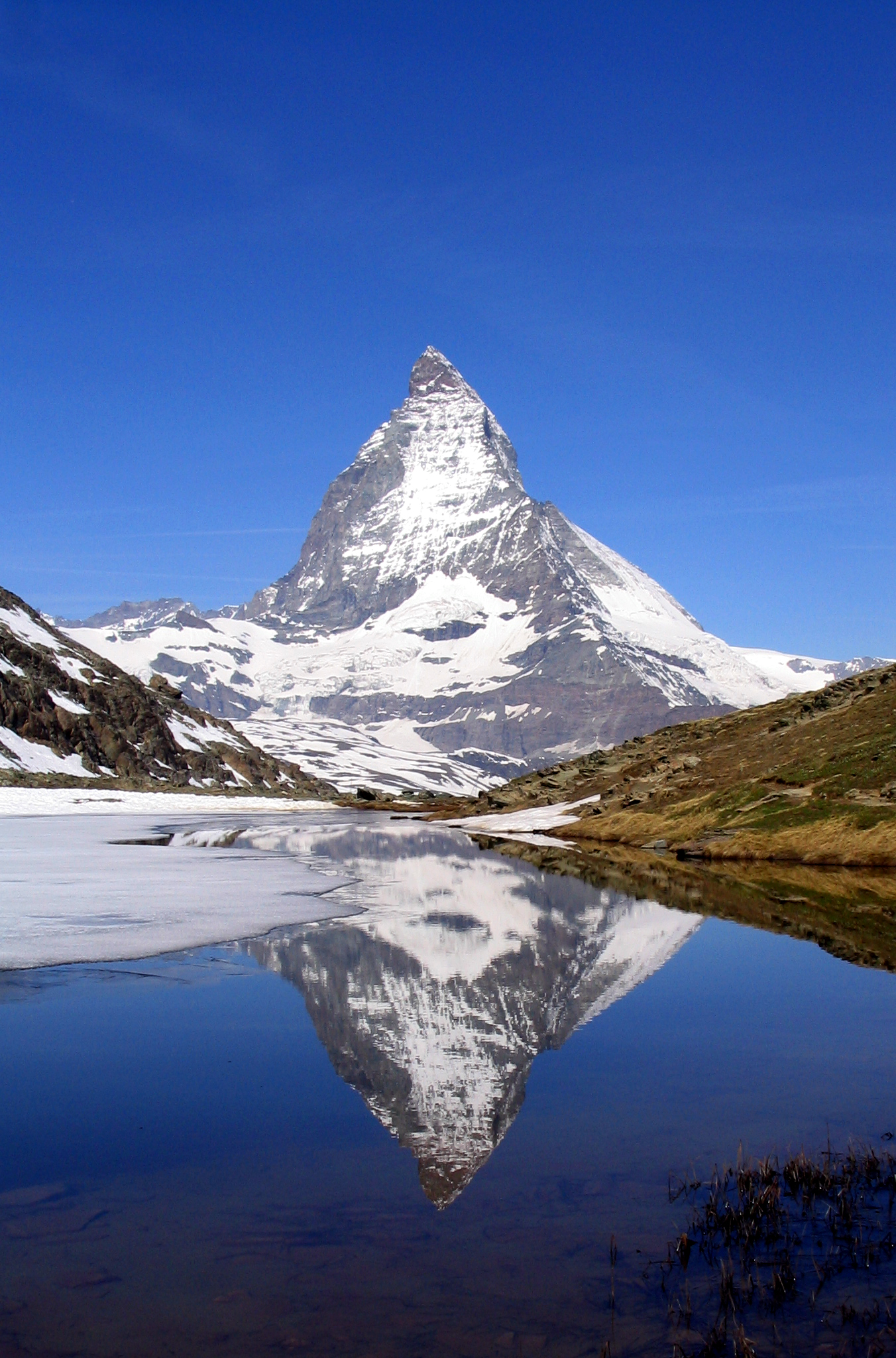
O Matterhorn reflectido no Riffelsee